# Spine of God
Spine of God es el álbum debut de la banda estadounidense de rock Monster Magnet, lanzado al mercado en 1992. Es el primer LP oficial de la banda y uno de los primeros ejemplo de stoner rock. Tiene elementos del punk, metal, rock psicodélico y space rock. La portada reza la leyenda "It's a Satanic Drug Thing, You Wouldn't Understand" (Es una cosa de droga satánica, no lo entenderías). Contiene una versión de la canción de Grand Funk Railroad "Sin's a Good Man's Brother."
La canción "Medicine" se hizo acompañar de un vídeo musical. 

## Lista de canciones
- Todas las canciones compuestas por Dave Wyndorf, excepto donde se indique lo contrario.

1. "Pill Shovel" (McBain/Wyndorf) – 4:00
2. "Medicine" – 3:21
3. "Nod Scene" (McBain/Wyndorf) – 6:46
4. "Black Mastermind" (McBain/Wyndorf) – 8:13
5. "Zodiac Lung" – 4:44
6. "Spine of God" – 8:02
7. "Snake Dance" – 3:10
8. "Sin's a Good Man's Brother" (Mark Farner) – 3:31
9. "Ozium" – 8:01
10. "Ozium" [Demo]  – 8:38 *

* Bonus track de la reedición de 2006

## Personal
- Dave Wyndorf – guitarra, voz, productor
- John McBain – guitarra, productor
- Joe Calandra – bajo
- Jon Kleiman - batería
- Tim Cronin –(acreditado como "Dope/Lights/Center Of The Universe")

- Stacy "Springdale" Phelon – ingeniería de sonido
- Rob Leecock – diseño gráfico
- Samantha Muccini – fotografía
- Reed Linkletter Jr. - dirección artística
- Alexander von Wieding – Diseño